# Campionati italiani di taekwondo del 2015
I Campionati italiani di taekwondo del 2015 sono stati organizzati dalla Federazione Italiana Taekwondo e si sono svolti all'interno del Playhall di Riccione in Emilia-Romagna, in data 12-13 dicembre 2015.
L'evento, riservato alle cinture nere senior, ha assegnato medaglie in otto categorie di peso diverse sia agli uomini che alle donne.
Si è trattata della quarantaseiesima edizione dei campionati.

## Podi

### Uomini
| Categoria               | Oro                                   | Argento                                | Bronzo                                                                    |
| fino a 54 kg (dettagli) | Antonio Flecca Vigili del Fuoco       | Roberto Mengoni (Asd Flegrea)          | Emanuele Dia (Taekwondo Sport Center) Stefano Gurrieri (Centro Tkd Ostia) |
| fino a 58 kg (dettagli) | Saverio Brutto Vigili del Fuoco       | Giuseppe Bonaccorso (Tkd Sport Center) | Emiliano Lo Pinto (Taekwondo 16) Giovanni Giorgi (Accademia Dorica)       |
| fino a 63 kg (dettagli) | Simone Crescenzi (Tkd Terracina 1984) | Ivan Maria Barcellona (Tkd Trinacria)  | Dario Festa (Sport&Fitness Atene) Gabriele Crisafulli Fiamme Oro          |
| fino a 68 kg (dettagli) | Luciano Bonaccorso (Tkd Sport Center) | Gianmarco Moschin (Città di Piave)     | Roberto Chiarella Fiamme Oro Vincenzo Quadrello (Dellino Team)            |
| fino a 74 kg (dettagli) | Liam Vezzani (Tkd Tricolore)          | Claudio Treviso Esercito               | Francesco Maiani (Fesam San Marino) Luca Palazzi (Tkd Club Paolo Palazzi) |
| fino a 80 kg (dettagli) | Cristian Clementi Fiamme Oro          | Marco Marazzi (Tkd Smile)              | Ivan Ghirardi (Real Tkd Milano) Luigi Traversa (Accademia Dorica)         |
| fino a 87 kg (dettagli) | Daniele Abbafati (Taekwondo 16)       | Marcello Massafra (Tkd Taranto)        | Gianlica Foderaro (Backlash Academy) Matteo Benedetti (Black Mamba Tkd)   |
| Oltre 87 kg (dettagli)  | Matteo Milani (Cus Bergamo)           | Gennaro Sena (As Condor)               | Marco Iacovissi (Asd Minotti Tkd) Antonio D’Angelo (Asd Flegrea)          |

### Donne
| Categoria               | Oro                                      | Argento                                    | Bronzo                                                                       |
| fino a 46 kg (dettagli) | Maddalena Tortorella (Futurama Club)     | Roberta Paccariè Fiamme Oro                | Chiara Fiore (Accademia Tkd Perulli) Isabella Chiumento (Tkd Città di Piave) |
| fino a 49 kg (dettagli) | Silvia Rossi (Scuola Taekwondo Genova)   | Giorgianni Sara (Young Club Tkd Catanzaro) | Federica Cipollaro (Futurama Club) Martina Lanzilao (Asd Centro Tkd Palermo) |
| fino a 53 kg (dettagli) | Jessica Salsedo (Scuola Tkd Nolano)      | Jennifer Fabri (Fighter Tkd Adv)           | Carla Tortorella (Futurama Club) Giorgia Guerrini (Tkd Mattei)               |
| fino a 57 kg (dettagli) | Margherita Zocco Fiamme Oro              | Giulia Taschini Fiamme Oro                 | Federica Rocca (Ciong Ryong Roma) Roberta Carruezzo (Tkd Gold Team)          |
| fino a 62 kg (dettagli) | Natalia D’Angelo (Centro Tkd Celano)     | Marta Barletta (Olimpica Toscana)          | Lidia Ungari (Scuola Tkd Nolano) Roberta Melino (Taekwondo Catanzaro)        |
| fino a 67 kg (dettagli) | Alessia Cipollaro (Futurama Club)        | Martina Betto (Scuola Tkd Nolano)          | Anna Gomiero Fiamme Oro Sofia Crocenzi (Tkd Club Ancona)                     |
| fino a 73 kg (dettagli) | Maristella Smiraglia (Centro Tkd Foggia) | Marina Rizzelli (Olympic Tkd Giannone)     | Annapaola Meduri (Taekwondo Salerno) Veronica Schiavoni (Tkd Club Ancona)    |
| Oltre 73 kg (dettagli)  | Laura Giacomini (Tkd Tricolore)          | Raffaella Corona (Asd Astroclub)           | Chiara Gentili (Libertas Tkd Club Jesi) Rosa Esposito (Asd Condor)           |

## Medagliere società
| Pos. | Società                  | Oro | Argento | Bronzo |   |
| ---- | ------------------------ | --- | ------- | ------ | - |
| 1    | Fiamme Oro               | 2   | 2       | 3      | 7 |
| 2    | Futurama Club            | 2   | 0       | 2      | 4 |
| 3    | Vigili del Fuoco         | 2   | 0       | 0      | 2 |
| 3    | Tkd Tricolore            | 2   | 0       | 0      | 2 |
| 4    | Scuola Tkd Nolano        | 1   | 1       | 1      | 3 |
| 5    | Tkd Sport Center         | 1   | 1       | 0      | 2 |
| 6    | Taekwondo 16             | 1   | 0       | 1      | 2 |
| 7    | Tkd Terracina 1984       | 1   | 0       | 0      | 1 |
| 7    | Scuola Taekwondo Genova  | 1   | 0       | 0      | 1 |
| 7    | Cus Bergamo              | 1   | 0       | 0      | 1 |
| 7    | Centro Tkd Celano        | 1   | 0       | 0      | 1 |
| 7    | Centro Tkd Foggia        | 1   | 0       | 0      | 1 |
| 8    | Asd Flegrea              | 0   | 1       | 1      | 2 |
| 9    | Esercito                 | 0   | 1       | 0      | 1 |
| 9    | As Condor                | 0   | 1       | 0      | 1 |
| 9    | Fighter Tkd Adv          | 0   | 1       | 0      | 1 |
| 9    | Tkd Taranto              | 0   | 1       | 0      | 1 |
| 9    | Tkd Trinacria            | 0   | 1       | 0      | 1 |
| 9    | Città di Piave           | 0   | 1       | 0      | 1 |
| 9    | Tkd Smile                | 0   | 1       | 0      | 1 |
| 9    | Young Club Tkd Catanzaro | 0   | 1       | 0      | 1 |
| 9    | Olimpica Toscana         | 0   | 1       | 0      | 1 |
| 9    | Olympic Tkd Giannone     | 0   | 1       | 0      | 1 |
| 9    | Asd Astroclub            | 0   | 1       | 0      | 1 |
| 10   | Accademia Dorica         | 0   | 0       | 2      | 2 |
| 10   | Tkd Club Ancona          | 0   | 0       | 2      | 2 |
| 11   | Tkd Gold Team            | 0   | 0       | 1      | 1 |
| 11   | Backlash Academy         | 0   | 0       | 1      | 1 |
| 11   | Libertas Tkd Club Jesi   | 0   | 0       | 1      | 1 |
| 11   | Asd Condor               | 0   | 0       | 1      | 1 |
| 11   | Taekwondo Salerno        | 0   | 0       | 1      | 1 |
| 11   | Taekwondo Sport Center   | 0   | 0       | 1      | 1 |
| 11   | Centro Tkd Ostia         | 0   | 0       | 1      | 1 |
| 11   | Sport&Fitness Atene      | 0   | 0       | 1      | 1 |
| 11   | Dellino Team             | 0   | 0       | 1      | 1 |
| 11   | Fesam San Marino         | 0   | 0       | 1      | 1 |
| 11   | Tkd Club Paolo Palazzi   | 0   | 0       | 1      | 1 |
| 11   | Real Tkd Milano          | 0   | 0       | 1      | 1 |
| 11   | Black Mamba Tkd          | 0   | 0       | 1      | 1 |
| 11   | Asd Minotti Tkd          | 0   | 0       | 1      | 1 |
| 11   | Accademia Tkd Perulli    | 0   | 0       | 1      | 1 |
| 11   | Tkd Città di Piave       | 0   | 0       | 1      | 1 |
| 11   | Asd Centro Tkd Palermo   | 0   | 0       | 1      | 1 |
| 11   | Tkd Mattei               | 0   | 0       | 1      | 1 |
| 11   | Ciong Ryong Roma         | 0   | 0       | 1      | 1 |
| 11   | Taekwondo Catanzaro      | 0   | 0       | 1      | 1 |